# 香港特區政府修改歷史的質疑
香港特區政府修改历史的质疑是指外界质疑的，香港特區政府修改历史的做法。对于这种「修改歷史史實以及相關的概念和定義」的做法，外界称之为「歷史否定主義」或「歷史修正主義」。余英時等學者稱被中國共產黨修改後的歷史為「偽歷史」。前政府檔案處處長朱福強認為，香港特區政府像《一九八四》中的「真理部」一樣篡改歷史。

## 教科書淡化六四事件
香港在立法會議員馬力2007年說出質疑六四事件嚴重性的論調後，香港高中中國歷史教科書被揭發淡化中國政府在事件中的責任，使人質疑中國共產黨及親北京人士在對待自身的六四事件及民國抗日戰爭中角色等和日本歷史教科書問題時採取雙重標準，一方面對日本的侵略等歷史態度頗為坦誠，卻不願面對自身問題。

## 警務處網頁刪改六七暴動史
2015年有高登討論區網民發現香港警方於同年9月更新官方網頁，大幅刪改1967年六七暴動的描述，包括刪去「毛語錄」、「鬥爭委員會」、「恐怖主義」等字眼。原版中的暴徒向港督府遊行時「揮動毛語錄」一詞被刪除；原版提到「取而代之是恐怖主義及放炸彈活動」，在新版被改成「暴徒取而代之在街上隨處放置自製炸彈」；提及沙頭角槍戰有5名警員殉職時，元兇由「共產黨民兵」改為「內地槍手」；六七暴動的章節有多處用詞被刪改，段落的內容被大幅刪減，而其他警隊歷史卻沒有被如此大量的修改及刪除。
時任警務處處長盧偉聰回應稱，修改只為精簡內容，方便市民瀏覽，沒有政治目的。時任工聯會副會長黃國健就認為事件正常，將一些較激烈和負面的形容詞刪改沒甚麼大不了，並強調六七事件非屬暴動。在社會各方關注下，警方後來同意將《現代警隊的雛型1945-1967》的六七暴動章節還原版在官網上載。
當年是銅鑼灣警區防暴小隊主管的退休高級警司林占士，在接受《蘋果日報》採訪時表示，「發夢都估唔到」警方有此刪改，「有扭曲咗嘅味道」、「少少過咗火位」。他還認為警方此舉是試圖將暴動去政治化，「點解鬥委會（在網頁）又會消失？除咗淡化，我睇唔到其他理由。」 時任立法會保安事務委員會委員涂謹申認為，今次事件並非中央指示，而是「某啲人想擦中央鞋，越擦越黑」。時任古諮會成員高添強認為，隨著時代轉變修改歷史用詞並不罕見，但民兵變槍手很奇怪，改動不妥。「槍手是槍手，內地槍手；民兵是民兵，民兵是有憲制身份，而槍手給人感覺是聘用，不是很正規」。

## 企圖改寫元朗721事件的史實
2019年7月21日元朗襲擊事件中，元朗出現數百名支持特區政府的白衣人在西鐵站無差別襲擊市民及列車乘客。元朗襲擊事件發生超過一年後，香港警方在2020年8月26日以涉嫌參與暴動罪拘捕了當日被打破頭的立法會議員林卓廷並舉行記者會，新界北總區刑事總部高級警司陳天柱形容事件為「兩派人士的勢均力敵的衝突」，指大批示威者在港島西上環示威搗亂。
民主黨主席兼立法會議員胡志偉認為，警方的說法是是用盡權力、顛倒是非及竄改歷史。時任元朗區議會主席黃偉賢認為，警方將放縱黑社會打人的事實「塗脂抹粉」並企圖「漂白721」。往後數日，香港各界出現大量提及「指鹿為馬」或涉及「馬」與「鹿」的文宣及討論。2020年8月28日，德國駐香港總領事館在臉書上發文教讀者三種動物的德文，其中「馬」與「鹿」的圖片面積最大。
曾被邀請加入香港監警會國際專家組調查反修例運動期間警民衝突起因的斯托特（Clifford Stott）表示，“香港政府，包括香港警察，對準口徑攻擊民主運動。我們對此並不意外，他們（香港警察）可以重寫2019年的歷史，將示威群眾包裝成不理性的暴徒。 ”他續稱，根據他看到的證據， 將原來暴徒說成是被犯罪份子控制，演譯成被外部勢力資助與操控，都是遠離實情。
在2021年2月24日，高級助理刑事檢控專員周天行在法官多番追問下，同意當日是白衣人首先動手，遇襲的市民隨手拿滅火筒、消防喉作「不成功嘅抵抗」，白衣人繼續追打。

## 移除政府資料的三權分立內容
2020年8月31日，時任教育局局長楊潤雄於宣佈全香港學校下月復課的記者會上，回應有通識科教科書出版社在接受當局諮詢計劃後，刪走書上有關香港實行三權分立的內容時，表示香港無論主權移交前及移交後，都沒有三權分立制度，此點需要在教科書上說出。
2020年9月1日，行政長官林鄭月娥於記者會上公開表示完全支持楊潤雄的說法，指香港無三權分立。強調行政、立法和司法機關互相配合和制衡，但都是要經行政長官向中國政府負責。形容香港的三權關係是各司其職，希望可以互相配合。
同日，在教育局網站上原本有一份由終審法院前常任法官陳兆愷撰寫提及三權分立的簡報，惟有關文件已被教育局從網站上移除，而在網絡上仍可尋獲已被教育局刪除的文件。

## 港台新處長下令刪除網上節目
2021年5月1日，香港電台消息人士透露管理層計劃推出新政策，會將YouTube頻道上載超過一年的節目下架，有中層更提醒員工若想保留節目片段，要自行備份。港台員工質疑新安排明顯是徹底清除過去不受新管理層歡迎的節目內容，如鏗鏘集《7.21 誰主真相》和已停播的《頭條新聞》。到5月3日，香港電台下令刪除YouTube平台上載逾一年的節目。包括2019年9月至2020年4月上架之《鏗鏘集》、《頭條新聞》、《視點31》和《警訊》。另外，13年前最早的一批影片亦被刪除。《鏗鏘集》「721誰主真相」編導蔡玉玲在facebook上引述徐賁《暴政史》稱，「刪除的按鈕已啟動，歷史的清洗在香港電台開始」。而港台中形容此舉十分恐怖，好似睇住被滅口咁。香港不少網民呼籲下載並備份這些影片以保留歷史片段。有科技博客撰寫教育文章，指出為香港歷史作備份應使用區塊鏈等雲端方法，不能只使用家中硬碟。

## 教科書稱香港未曾為英國殖民地
2022年正式出版的公民與社會發展科教科書皆提及香港未曾為英國殖民地，但英國卻曾殖民統治香港。香港考試及評核局前評核發展部經理楊穎宇批作法充斥政治目的，違反史實。他又喟嘆教育局不顧事實只顧政策。